# Bell Buckle
Bell Buckle es un pueblo ubicado en el condado de Bedford en el estado estadounidense de Tennessee. En el Censo de 2010 tenía una población de 500 habitantes y una densidad poblacional de 322,83 personas por km².

## Geografía
Bell Buckle se encuentra ubicado en las coordenadas 35°35′24″N 86°21′11″O / 35.59000, -86.35306. Según la Oficina del Censo de los Estados Unidos, Bell Buckle tiene una superficie total de 1.55 km², de la cual 1.55 km² corresponden a tierra firme y (0%) 0 km² es agua.

## Demografía
Según el censo de 2010, había 500 personas residiendo en Bell Buckle. La densidad de población era de 322,83 hab./km². De los 500 habitantes, Bell Buckle estaba compuesto por el 87.4% blancos, el 2.8% eran afroamericanos, el 0% eran amerindios, el 8.2% eran asiáticos, el 0% eran isleños del Pacífico, el 0.4% eran de otras razas y el 1.2% pertenecían a dos o más razas. Del total de la población el 3.2% eran hispanos o latinos de cualquier raza.